# Movemento pola Base
Movemento pola Base és una organització política independentista i nacionalista gallega d'esquerres. Va néixer en l'estiu de 2006 a partir d'un col·lectiu de militants del Bloc Nacionalista Gallec crítics amb l'evolució política de la formació en els anys anteriors.

## Història
La participació del Bloc Nacionalista Gallec (BNG) en un govern bipartit amb el PSdG en la Xunta de Galícia va generar diverses crítiques dins de la formació nacionalista, i alguns dels seus militants van considerar que l'acció política s'apartava dels principis històrics de l'organització. Paral·lelament, sorgiran en aquest temps altres divergències en el sindicat nacionalista CIG i en l'organització juvenil Galiza Nova (aquestes donaran lloc a la creació d'Isca!).
En aquest context un grup de militants de la UPG (partit integrant del BNG) i del CIG de Ferrol, Santiago de Compostel·la i Vigo van abandonar UPG i van fundar una nova organització. Entre aquests estaven Antolín Alcántara, Fermín Paz, Manuel Mera, Ramiro Oubiña i Fidel Diéguez Diez que formaven part de l'Executiva de la CIG. Més tard es van incorporar també membres d'Isca!.
El primer acte públic de Movemento pola Base (MpB) va ser la presentació d'una candidatura al Consello Nacional en la XII Assemblea Nacional del BNG encapçalada per Fermín Paz i Paula Castro que va obtenir 245 vots (9,32%) i 5 representants. En aquesta Assemblea Nacional del BNG el MpB va criticar el que considerava la deriva ideològica del BNG i la perduda del mecanisme assembleari en la presa de decisions de la formació. El dia 28 d'octubre de 2007 es va constituir formalment com a organització política, i es va definir com una "organització de classe treballadora" que advoca per la independència de Galícia i "per la superació del capitalisme amb la construcció del poder popular en el camí de la societat socialista".

## Divisió interna
Entre els mesos de desembre de 2008 i gener de 2009 aquest corrent es va fragmentar entre aquells partidaris de crear una nova formació política al marge del BNG i els que advocaven per seguir dins de la formació. També va ser un element important en la divisió el paper del MpG en la CIG i les seves relacions amb UPG dins d'aquesta central sindical. Les dues faccions van reivindicar la seva legitimitat i l'ús de la denominació Movemento pola Base.
La facció que empra com a canal de comunicació la web polabase.net va celebrar una assemblea el 7 de febrer de 2009 on es va decidir abandonar el BNG com a plataforma electoral de l'organització i es va manifestar la necessitat d'una nova organització sobiranista amb presència en les institucions. Aquesta facció abandonà definitivament el BNG el 14 de març de 2009.
Després que els membres de Movemento pola Base que empraven el domini polabase.net abandonaren el BNG, la resta dels membres de MpB que van romandre al BNG (polabase.org) crearen una nova organització denominada Movemento Galego ao Socialismo. Des de 2012 col·labora a ANOVA-Irmandade Nacionalista.